# Норт-Вілксборо
Норт-Вайксборо (англ. North Wilkesboro) — місто (англ. town) в США, в окрузі Вілкс штату Північна Кароліна. Населення — 4382 особи (2020).

## Географія
Норт-Вайксборо розташований за координатами 36°10′22″ пн. ш. 81°8′21″ зх. д. / 36.17278° пн. ш. 81.13917° зх. д. (36.172890, -81.139057).  За даними Бюро перепису населення США в 2010 році місто мало площу 17,06 км², уся площа — суходіл.

### Клімат
| Клімат : Норт-Вайксборо                                 | Клімат : Норт-Вайксборо | Клімат : Норт-Вайксборо | Клімат : Норт-Вайксборо | Клімат : Норт-Вайксборо | Клімат : Норт-Вайксборо | Клімат : Норт-Вайксборо | Клімат : Норт-Вайксборо | Клімат : Норт-Вайксборо | Клімат : Норт-Вайксборо | Клімат : Норт-Вайксборо | Клімат : Норт-Вайксборо | Клімат : Норт-Вайксборо | Клімат : Норт-Вайксборо |
| Показник                                                | Січ.                    | Лют.                    | Бер.                    | Квіт.                   | Трав.                   | Черв.                   | Лип.                    | Серп.                   | Вер.                    | Жовт.                   | Лист.                   | Груд.                   | Рік                     |
| Абсолютний максимум, °C                                 | 26,1                    | 28,3                    | 31,1                    | 34,4                    | 35,6                    | 38,9                    | 38,3                    | 38,9                    | 35,6                    | 32,8                    | 29,4                    | 27,2                    | 38,9                    |
| Середній максимум, °C                                   | 8,8                     | 11,0                    | 15,7                    | 21,1                    | 25,1                    | 29,2                    | 30,7                    | 29,9                    | 26,3                    | 21,3                    | 15,9                    | 10,1                    | 20,4                    |
| Середній мінімум, °C                                    | −3,8                    | −2,6                    | 1,0                     | 5,3                     | 10,6                    | 15,9                    | 18,0                    | 17,4                    | 12,9                    | 6,2                     | 1,1                     | −2,8                    | 6,6                     |
| Абсолютний мінімум, °C                                  | −22,8                   | −21,1                   | −16,7                   | −7,8                    | −2,2                    | 2,8                     | 6,7                     | 5,6                     | −1,1                    | −8,9                    | −13,9                   | −19,4                   | −22,8                   |
| Норма опадів, мм                                        | 104                     | 95                      | 117                     | 104                     | 104                     | 116                     | 120                     | 113                     | 105                     | 91                      | 89                      | 98                      | 1256                    |
| Днів з опадами                                          | 10                      | 10                      | 11                      | 10                      | 12                      | 12                      | 14                      | 12                      | 10                      | 9                       | 10                      | 10                      | 128                     |
| Днів зі снігом                                          | 1                       | 1                       | 0                       | 0                       | 0                       | 0                       | 0                       | 0                       | 0                       | 0                       | 0,0                     | 1                       | 3                       |
| ------------------------------------------------------- | ----------------------- | ----------------------- | ----------------------- | ----------------------- | ----------------------- | ----------------------- | ----------------------- | ----------------------- | ----------------------- | ----------------------- | ----------------------- | ----------------------- | ----------------------- |
| Джерело: NOAA (North Carolina Observed Climate Normals) |                         |                         |                         |                         |                         |                         |                         |                         |                         |                         |                         |                         |                         |

## Демографія
Згідно з переписом 2010 року, у місті мешкало 4245 осіб у 1686 домогосподарствах у складі 927 родин. Густота населення становила 249 осіб/км².  Було 1996 помешкань (117/км²).
Расовий склад населення:
| - 73,0 % — білих - 13,6 % — чорних або афроамериканців - 0,6 % — азіатів - 0,4 % — корінних американців - 10,2 % — осіб інших рас |

До двох чи більше рас належало 2,2 %. Частка іспаномовних становила 13,1 % від усіх жителів.
За віковим діапазоном населення розподілялося таким чином: 22,4 % — особи молодші 18 років, 58,8 % — особи у віці 18—64 років, 18,8 % — особи у віці 65 років та старші. Медіана віку мешканця становила 40,3 року. На 100 осіб жіночої статі у місті припадало 97,4 чоловіків;  на 100 жінок у віці від 18 років та старших — 94,3 чоловіків також старших 18 років.
Середній дохід на одне домашнє господарство  становив 39 244 долари США (медіана — 19 798), а середній дохід на одну сім'ю — 53 463 долари (медіана — 29 604). Медіана доходів становила 31 858 доларів для чоловіків та 27 813 долари для жінок. За межею бідності перебувало 46,0 % осіб, у тому числі 62,8 % дітей у віці до 18 років та 15,4 % осіб у віці 65 років та старших.
Цивільне працевлаштоване населення становило 1195 осіб. Основні галузі зайнятості: освіта, охорона здоров'я та соціальна допомога — 26,1 %, виробництво — 16,9 %, роздрібна торгівля — 13,2 %.